# Naheed Nenshi
Naheed Kurban Nenshi (2 de febrero de 1972) es un político canadiense que fue el 36° alcalde de la ciudad de Calgary, Alberta, desde 2010 hasta 2021. 

## Vida personal
Nenshi nació en Toronto, Ontario y radica actualmente en Calgary. Sus padres Noorjah y Kurban son de origen surasiáticos y emigraron a Canadá provenientes de Tanzania donde tiene una hermana. 

### Educación y carrera profesional antes de la política
Asistió a la Universidad de Calgary donde se graduó en comercio en 1993 y realizó una Maestría en políticas públicas en la escuela de gobierno John F. Kennedy y en la Universidad de Harvard en 1998. Trabajó para la Mckinsey & Company por varios años antes de inaugurar su propia firma llamada "Ascend Groups" que brindó servicios de asesoría en políticas públicas y probadas para las organizaciones en crecimiento.

## Alcalde de Calgary
Fue elegido en las votaciones municipales del año 2010 y fue reelecto en el año 2013. Luego en las elecciones de 2017 fue nuevamente reelecto. Nenshi no se presentó a las elecciones de 2021.